# Aloe abyssicola
Aloe abyssicola ist eine Pflanzenart der Gattung der Aloen in der Unterfamilie der Affodillgewächse (Asphodeloideae). Das Artepitheton abyssicola leitet sich von den lateinischen Worten abyssus für ‚Vertiefung‘ sowie -cola für ‚bewohnend‘ ab und verweist auf das Habitat der Art.

## Beschreibung

### Vegetative Merkmale
Aloe abyssicola wächst stammlos oder sehr kurzstämmig, ist einzeln und hängend. Die bis zu 50 Laubblätter bilden Rosetten. Die trübgrüne Blattspreite ist 50 Zentimeter lang und 12 Zentimeter breit. Die Blattoberseite ist flach und wird zur Spitze rinnig. Die stumpfen, harten, dunklen Zähne am Blattrand sind 1 Millimeter lang und stehen 35 bis 40 Millimeter voneinander entfernt.

### Blütenstände und Blüten
Der Blütenstand besteht aus fünf bis sechs kurzen Zweigen und erreicht eine Länge von bis zu 60 Zentimeter. Er wächst abwärts und nur die Spitzen der Trauben sind aufwärts gebogen. Der Blütenstandsstiel ist gelbgrün, die Trauben locker. Die eiförmig-lanzettlichen Brakteen weisen eine Länge von 7 bis 8 Millimeter auf und sind 3 Millimeter breit. Die gelbgrünen Blüten stehen an 8 bis 9 Millimeter langen Blütenstielen. Die Blüten sind 25 Millimeter lang und an ihrer Basis gerundet. Auf Höhe des Fruchtknotens weisen die Blüten einen Durchmesser von 7 Millimeter auf. Darüber sind sie auf 5 Millimeter verengt und schließlich zur Mündung auf 8 Millimeter erweitert. Ihre äußeren Perigonblätter sind auf einer Länge von 7 Millimetern nicht miteinander verwachsen. Die Staubblätter ragen 3 Millimeter aus der Blüte heraus. Der Griffel ragt nicht heraus.

## Systematik und Verbreitung
Aloe abyssicola ist in Jemen auf dem Jabal Al-Arays an den Wänden von Felsenklippen in Höhen von etwa 900 Metern verbreitet. Die Art ist vom Typusfundort bekannt.
Die Erstbeschreibung durch John Jacob Lavranos und A. S. Bilaidi wurde 1971 veröffentlicht.

## Nachweise